# Циганівка
Цига́нівка — село в Україні, у Раївській сільській громаді Синельниківського району Дніпропетровської області. Населення за переписом 2001 року становить 243 особи. Розташоване над річкою Мала Терса.

## Географія
Село Циганівка знаходиться на правому березі річки Нижня Терса, вище за течією на відстані 0,5 км розташоване село Садове, нижче за течією на відстані 0,5 км розташоване село Токове, на протилежному березі — село Луб'янка. По селу протікає пересихаючий струмок з загатою.

## Історія
Станом на 1886 рік у селі Луб'янської волості Павлоградського повіту Катеринославської губернії мешкало 473 особи, налічувалось 79 дворів, існувала лавка.
12 червня 2020 року, відповідно до розпорядження Кабінету Міністрів України № 709-р від «Про визначення адміністративних центрів та затвердження територій територіальних громад Дніпропетровської області», увійшло до складу Раївської сільської громади.
19 липня 2020 року, в результаті адміністративно-територіальної реформи та ліквідації   Синельниківського (1923—2020) району, село увійшло до складу новоутвореного Синельниківського району.